# Цисельский, Эдуард Викторович
Эдуа́рд Ви́кторович Цисе́льский (укр. Едуард Вікторович Цісельський; род. 6 мая 1962) — украинский композитор, аранжировщик и музыкант.

## Биография
Эдуард Цисельский родился в 1962 году. Учился в Средней школе №38 Донецка. Закончил Донецкое музыкальное училище и Одесскую государственную консерваторию по классу композиции.. Начиная с 1994 года, работал в таких известных проектах как Маски-шоу, Каламбур, а также в различных проектах Одесской Студии Мультипликации (реж. Евгений Бугаёв).
Принимал участие в театральных постановках Муниципального театра «Ришельё» (реж. Юлий Гриншпун). Продолжает работу в Одесском молодёжном театре, пишет музыку к кинофильмам. Его известные работы музыка к таким фильмам как «Ты всегда будешь со мной», «Влюблённый по найму», «Гаишники», «Вечерняя сказка», «Одинокий ангел» и др.

## Семья
- Супруга — Наталия Цисельская (род. 1966), музыкант[3].

## Творчество
Музыка к фильмам:
- 2000 — Звериные войны (Россия-Украина)
- 2006 — Один в Новогоднюю ночь (Россия-Украина)
- 2007 — Ты всегда будешь со мной (Россия, Украина)
- 2007 — Любимый по найму (Украина)
- 2007 — Вечерняя сказка (Украина)
- 2008 — Одинокий ангел (Украина)
- 2008 — Глупая звезда (Украина)

Музыка к телесериалам:
- 1995 – 2006 — Маски-шоу
- 1996 – 2001 — Каламбур
- 1997 — Маски (мультипликационный)
- 2001 – 2003 — Дружная семейка
- 2000 – 2002 — Комедийный квартет
- 2002 – 2005 — Комедийный коктейль
- 2005 — Мальчишник, или Большой секс в маленьком городе
- 2005 — Голые и смешные
- 2008 – 2011 — Гаишники
- 2009 — Йохан да Марья
- 2016 — Алмазы Сталина